# 宫部钩丝壳
宫部钩丝壳（学名：Uncinula miyabei）是属于白粉菌目白粉菌科钩丝壳属的一种真菌，寄生在桤木属植物上。该种分布于中国、日本。